# Ersilia (nome)
Ersilia  è un nome proprio di persona italiano femminile.

## Varianti
- Femminili: Arsilia[6]
- Maschili: Ersilio[1][3], Arsilio[6]

### Varianti in altre lingue
- Bulgaro: Херсилия (Hersilija)
- Catalano: Hersília[7]
- Latino: Hersilia[2][3][4]
  - Maschili: Hersilius[3][4]
- Lituano: Hersilija
- Polacco: Hersilia
- Portoghese: Hersília
- Russo: Герсилия (Gersilija)
- Spagnolo: Hersilia[7], Ercilia[2]
- Ucraino: Герсілія (Hersilija)

## Origine e diffusione

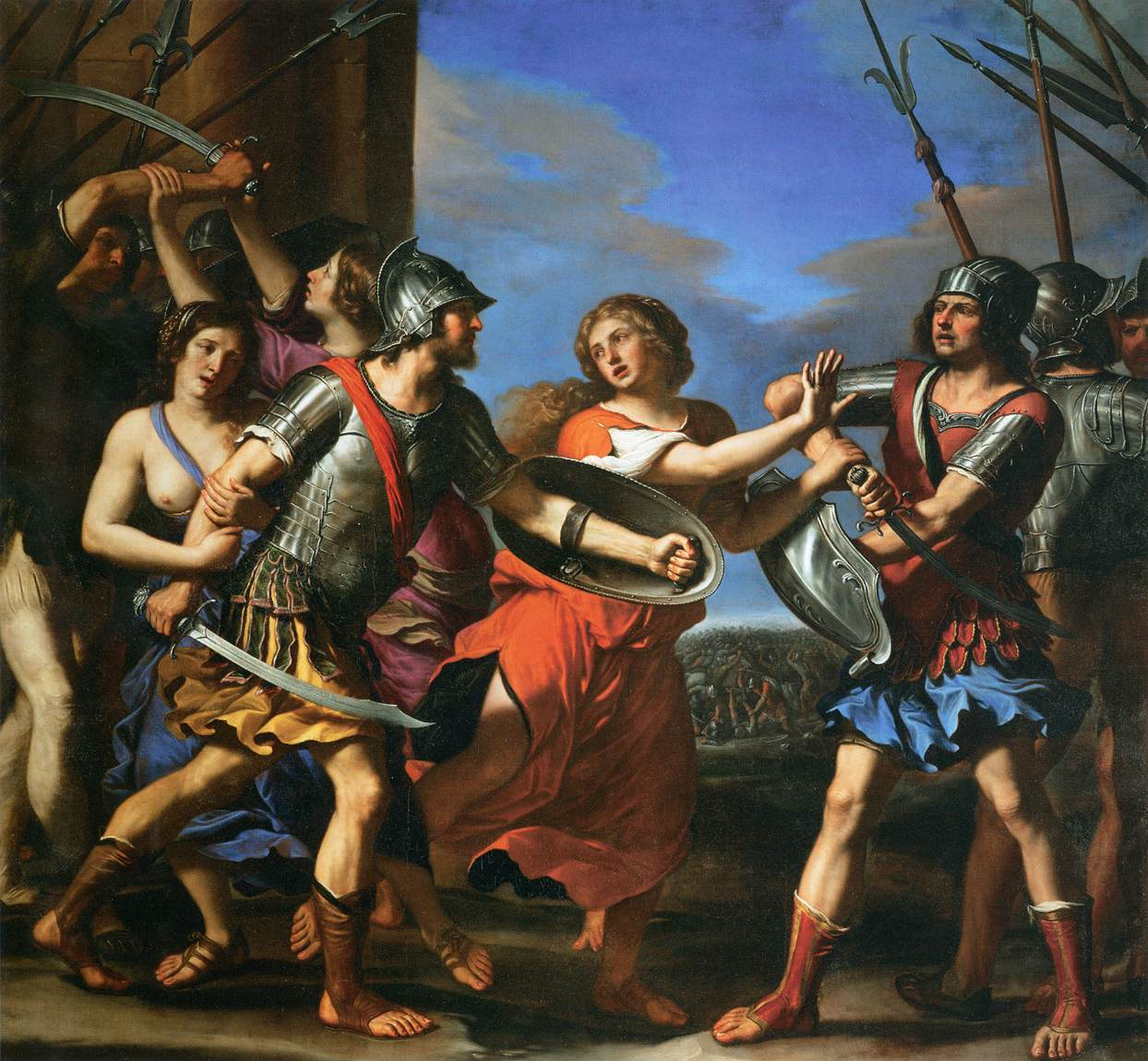
Ersilia raffigurata in un dipinto del Guercino

Deriva dal gentilizio latino Hersilia, dall'etimologia oscura; probabilmente risale a qualche radice etrusca o sabina ormai indecifrabili. Molte fonti, alternativamente, lo ricollegano al greco antico ἕρση (herse, "rugiada"), una connessione che Tagliavini reputa, però, infondata.
Maggiormente diffuso al femminile, si tratta probabilmente di uno di quei nomi di matrice classica entrati nell'onomastica italiana durante il Rinascimento: venne infatti portato da Ersilia che, secondo la leggenda, fu l'unica donna sposata a venire rapita durante il famoso ratto delle sabine, e che sarebbe poi divenuta la moglie di Romolo.

## Onomastico
Il nome è adespota, ovvero non è portato da alcuna santa. L'onomastico può quindi essere festeggiato il 1º novembre per la festa di Ognissanti.

## Persone

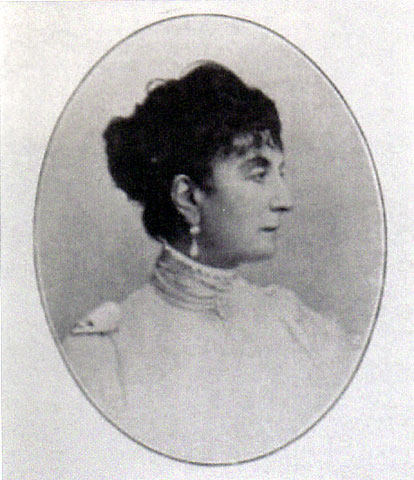
Ersilia Caetani Lovatelli

- Ersilia Caetani Lovatelli, archeologa e accademica italiana
- Ersilia Majno, emencipazionista italiana
- Ersilia Salvato, politica italiana
- Ersilia Sampieri, cantante italiana
- Ersilia Zamponi, insegnante e saggista italiana

### Variante maschile Ersilio
- Ersilio Ambrogi, politico italiano
- Ersilio Cerone, allenatore di calcio e calciatore italiano
- Ersilio Michel, storico italiano
- Ersilio Tonini, cardinale e arcivescovo cattolico italiano

## Il nome nelle arti
- Ersilia Romeo è un personaggio della serie televisiva L'onore e il rispetto.

## Toponimi
- 206 Hersilia è un asteroide della fascia principale, che prende il nome dalla figura mitologica romana di Ersilia.